# Andrew Divoff
Andrew Daniel Divoff (nacido el 2 de julio de 1955) es un actor ruso nacido en Venezuela, más conocido por interpretar al malvado Djinn en las dos primeras películas de Wishmaster y a los villanos Cherry Ganz en Another 48 Hrs. y Mikhail Bakunin en Lost.

## Biografía

### Vida personal
Divoff nació en San Tomé, Venezuela. Su padre es ruso y su madre es irlandesa. Actualmente reside en Estados Unidos. Divoff puede hablar ocho idiomas diferentes: inglés, español, italiano, francés, alemán, catalán (vivió en España, más concretamente en la comunidad de Cataluña entre 1973 y 1977), portugués y ruso. En algunos momentos habla rumano, pero se olvida del idioma cuando no tiene alguna persona con quien hablarlo. Divoff se casó con la actriz rusa Raissa Danilova.

### Carrera
Divoff ha interpretado a muchos villanos tanto en cine como en televisión y se hizo más conocido al haber interpretado el nefasto Djinn en las primeras dos películas de la serie Wishmaster. Otras películas en las que ha actuado incluyen Another 48 Hrs., La caza del Octubre Rojo y Toy Soldiers. Entre las apariciones especiales en televisión de Divoff se incluyen The A-Team, JAG y Highlander: The Series.  Además de su notoriedad como el personaje de Djinn, ha sido encasillado como un villano ya sea ruso o latinoamericano, soliendo ser un líder de algún cártel de drogas.
Divoff tuvo un papel de reparto en la serie televisiva Lost, interpretando a Mikhail Bakunin, un miembro ruso de Los Otros que vive en la estación Flame del proyecto Iniciativa Dharma. Divoff apareció en "El costo de la vida", y después en "Enter 77" y "Par Avion". Después apareció, mediante flashbacks, en "Una de nosotros", y volvió a aparecer en "D.O.C.", "The Man Behind the Curtain", y "A través del espejo". Aparecería también en la sexta temporada en "El paquete".
El último trabajo de Divoff fue su papel de reparto como Ivan Sarnoff en la séptima temporada de CSI: Miami (2008-2009). Ivan Sarnoff era un líder ruso de mafia dueño del estudio de pelea AMM en el episodio "Raging Cannibal". Ivan también participa en una carrera de caballos por una apuesta en el episodio "And They're Offed". Después, Ivan se une al equipo CSI en el episodio "Target Specific". En el último episodio de la temporada, Ivan escapa de un intento de asesinato que provoca la mafia rusa (en "Seeing Red").

## Filmografía

### Películas
- The Hunt for Red October (como Foxtrot Weapons Officer), 1990.
- Another 48 Hrs (como Cherry Ganz), 1990.
- Graveyard Shift (como Danson), 1990.
- Toy Soldiers (como Luis Cali), 1991.
- Interceptor (como Capt. Winfield), 1992.
- Running Cool, 1993.
- A Low Down Dirty Shame (como Mendoza), 1994.
- Magic Island (voz de Blackbeard), 1995.
- Deadly Voyage (como Romachenko), 1996.
- Blast (como Omodo), 1997.
- Air Force One (como Boris Bazylev), 1997.
- Wishmaster (como Djinn/Nathaniel Demerest), 1997.
- Wishmaster 2: Evil Never Dies (como Djinn/Nathaniel Demerest), 1999.
- Captured (como Robert Breed), 1999.
- Encerrados (como Gendarme amigo de Graffiti), 2000.
- Faust: Love of the Damned (como M), 2001.
- Blue Hill Avenue (como Detective Tyler), 2001.
- Knight Club, 2003
- The Rage (como Dr. Viktor Vasilienko), 2007.
- Indiana Jones y el reino de la calavera de cristal, 2008.

### Televisión
- The A-Team (en los episodios "Firing Line" y "Dishpan Man"), 1986.
- Highlander: The Series (en el episodio "A Bad Day in Building A" como Bryan Slade y "Little Tin God" como Gavriel Larca), 1992 and 1996.
- Alias temporada 4, 2005.
- The Unit temporada 1, 2006.
- Lost (en los episodios "The Cost of Living", "Enter 77", "Par Avion", "One of Us", "D.O.C.", "The Man Behind the Curtain", "Through the Looking Glass" y "The Package" como Mikhail Bakunin), 2006-2007.
- Burn Notice (en el episodio "Comrades" como Ivan).

### Videojuegos
- Command & Conquer: Red Alert 3 (como General Krukov), 2008.

- Call of Duty: Black Ops (Lev Kravchenko), 2010.